# Эбботт и Костелло встречают человека-невидимку
«Эбботт и Костелло встречают человека-невидимку» (англ. Abbott and Costello Meet the Invisible Man) — американский комедийный спортивный фантастический фильм 1951 года. Продолжение приключений Эбботта и Костелло. Предыдущий фильм — «Эбботт и Костелло в Иностранном легионе» (Abbott and Costello in the Foreign Legion), следующий — «Поход вокруг горы» (англ. Comin' Round the Mountain). По мотивам повести Герберта Уэллса «Человек-невидимка» (1897). Ремейк ленты 1940 года «Возвращение человека-невидимки» (The Invisible Man Returns).

## Сюжет
Лу Франсис и Бад Александер — начинающие частные детективы, только закончившие спецшколу. Боксёр Томми Нельсон становится их первым клиентом. Он сбежал из тюрьмы, куда его посадили по ложному обвинению в убийстве своего менеджера. Нельсон просит приятелей сопроводить его к своей невесте, Хелен. Дело в том, что её дядя, доктор Филип Грэй, изобрёл «сыворотку невидимости», которую боксёр хочет себе ввести, чтобы, воспользовавшись невидимостью, найти настоящего убийцу и доказать свою невиновность. Доктор категорически отказывается, так как препарат ещё малоизучен и нестабилен, но к дому прибывает полиция, и тогда Нельсон самовольно делает себе укол. Полицейский Робертс допрашивает доктора и его племянницу, а Лу и Бад тем временем пытаются найти ставшего невидимым боксёра.
Хелен и Томми уговаривают Лу и Бада помочь им в поисках настоящего убийцы. Боксёр рассказывает, что подозревает организатора его последнего поединка, Бутса Моргана, который давил на покойного менеджера, чтобы Нельсон «слил» бой. Расследование начинается со смены личин: Лу изображает из себя боксёра, а Бад — его менеджера. Они встречаются в спортзале с Роки Хэнлоном, последним соперником Томми. Лу, с помощью невидимого Нельсона, нокаутирует Роки. Морган решает организовать официальный поединок и просит Лу «слить» матч. Однако на ринге Хэнлон вновь нокаутирован (опять невидимым Нельсоном), и за непослушание Морган собирается убить Лу, однако Томми этому мешает, хотя сам и получает ранение в схватке.
Друзья мчатся в больницу, где происходит переливание крови от Лу к Томми. В процессе процедуры Нельсон становится видимым, а Лу наоборот невидимым, к счастью, частично и ненадолго.

## В ролях
- Бад Эббот — частный детектив Бад Александер
- Лу Костелло — частный детектив Лу Франсис
- Артур Франц — боксёр Томми Нельсон (человек-невидимка)
- Нэнси Гилд — Хелен Грэй, невеста Томми Нельсона
- Адель Джергенс — Бутс Марсден
- Шелдон Леонард — Бутс Морган
- Уильям Фроули — детектив Робертс
- Гэвин Мьюр[англ.] — доктор Филип Грэй, дядя Хелен
- Сэм Балтер — диктор новостей на радио (озвучивание)
- Джеймс Бест[англ.] — Томми Нельсон (дублёр)
- Стюарт Холмс — зритель драки (в титрах не указан)

## Факты
- Спецэффекты в картине — одни из лучших на то время[2]. Их автор — Дэвид Хорсли, он же занимался спецэффектами для лент «Возвращение человека-невидимки» (The Invisible Man Returns) (1940), «Женщина-невидимка» (англ. The Invisible Woman) (1940) и «Агент-невидимка» (англ. Invisible Agent) (1942).
- Съёмки фильма проходили с 3 октября по 6 ноября 1950 года.
- Главные герои ленты — Эбботт и Костелло — сыграли персонажей под собственными именами: Бад и Лу соответственно.
- В лаборатории доктора Грэя на стене висит портрет Клода Рейнса, исполнителя главной роли в фильме «Человек-невидимка» 1933 года.
- Фильм дважды выходил на DVD: 3 августа 2004 года на диске «Эбботт и Костелло: Лучшее. Выпуск 3» и 28 октября 2008 года на диске «Эбботт и Костелло: Полная коллекция Universal Pictures».

## Премьерный показ в разных странах
- США — 7 марта 1951
- Франция — 25 июля 1951
- Финляндия — 31 августа 1951
- Швеция — 10 сентября 1951
- Дания — 29 октября 1951
- Италия — 10 ноября 1951
- Западная Германия — 8 февраля 1952
- Гонконг — 6 марта 1952
- Япония — 23 октября 1952
- Австрия — 24 октября 1952
- Португалия — 6 декабря 1952